# Goran Dragić
Goran Dragić (nascut el 6 de maig de 1986) és un jugador professional de bàsquet eslovè. Internacional pel seu país, selecció eslovena, i jugador dels Chicago Bulls a la NBA. Anteriorment havia jugat a les lligues d'Eslovènia i Espanya. Dragić també ha jugat a franquícies NBA com Phoenix Suns, Miami Heat, Houston Rockets, Toronto Raptors o Brooklyn Nets.
Va liderar la selecció eslovena al seu primer títol FIBA com a estat independent, EuroBasket 2017, on va ser escollit com a millor jugador del torneig.